# Kenianische Cricket-Nationalmannschaft
Die kenianische Cricket-Nationalmannschaft (englisch Kenya national cricket team; Swahili Timu ya kriketi ya Kenya), deren Spieler auch unter dem Spitznamen Simbas bekannt sind, vertritt Kenia auf internationaler Ebene in der Sportart Cricket. Das Team wird vom Verband Cricket Kenya (englisch, CK; Swahili Shirikisho la Kriketi Kenya) geleitet und ist seit 1981 assoziiertes Mitglied im International Cricket Council, nachdem es zuvor Teil der ostafrikanischen Cricket-Nationalmannschaft gewesen war. Damit gehört es zur zweiten Reihe der Nationalmannschaften und gilt, zusammen mit Namibia und Uganda, traditionellerweise als eine der stärksten Nationalmannschaften Afrikas hinter den Vollmitgliedern Südafrika und Simbabwe. Kenia verfügt seit 2019, wie alle ICC-Mitglieder, über vollen T20I-Status. Größte Erfolge bei Turnieren waren das Erreichen des Halbfinales beim Cricket World Cup 2003 sowie zweimal die Vorrunde bei der Champions Trophy (2002 und 2004) und einmal beim T20 World Cup (2007).

## Geschichte

### Anfänge des Crickets in Kenia
Britische Kolonialisten führten Cricket zum Ende des 19. Jahrhunderts in Kenia ein. Das erste Match – East African Protectorate v Rest of the World – fand im Dezember 1899 in Mombasa statt, nationale Spiele (Officials v Settlers) wurden regulär von 1910 bis 1964 ausgetragen. 1914 spielte eine kenianische Mannschaft in Uganda erstmals auswärts und obsiegte mit fünf Wickets in Entebbe. Erste internationale Spiele fanden im Jahr 1951 statt, als sie gegen Tanganjika spielte. Zwei Jahre später wurde der Verband Kenyan Cricket Association (KCA) gegründet. In der Folge tourten einige Teams, wie die „nichtweiße“ Mannschaft Südafrikas, durch das Land und bestritten Spiele.

### Bestandteil des ostafrikanischen Teams

Flagge der Ostafrikanischen Cricket-Nationalmannschaft, später Ost- und Zentralafrika

1951 gründete sich die East Africa Cricket Conference (EACC, später East and Central Africa Cricket Conference, ECACC) als Cricketverband für die Region. Sie organisierte die interkolonialen Spiele zwischen ihren drei Gründungsmitgliedern Kenia, Uganda und Tanganjika. Später im selben Jahr empfing eine ostafrikanische Mannschaft Rhodesien.
Ostafrikas folgendes Spiel war 1956 gegen eine besuchende pakistanische Mannschaft. Unter ihrem Kapitän Denis Dawson (dem Bruder des südafrikanischen Test-Cricket-Spielers Ossie Dawson) verloren die Ostafrikaner das Dreitagesspiel mit acht Wickets. Im darauf folgenden Jahr unterlagen sie dem besuchenden Sunder Cricket Club mit neun Wickets. 1958 besuchte eine südafrikanische Mannschaft aus nichteuropäischen Spielern das Gebiet für ein Spiel gegen Ostafrika in Nairobi. Unter ihrem Kapitän Malcolm Ronaldson, einem früheren First-Class-Spieler für die Eastern Province, unterlag Ostafrika in dem Spiel den Südafrikanern mit sieben Wickets.
In den 1960er Jahren traf Ostafrika auf mehrere besuchende Mannschaften. 1962 trafen sie in zwei Spielen auf die Cricket-Mannschaft des Commonwealth. Im ersten Spiel in Nairobi (10. bis 12. Februar 1962) unterlagen die Ostafrikaner mit 20 Runs. Dieses Spiel blieb vor allem wegen des zügigen Century von Basil D’Oliveira im zweiten Innings des Commonwealth in Erinnerung. Im zweiten Spiel im Oktober, ebenfalls in Nairobi, schlug die Mannschaft des Commonwealth Ostafrika mit 118 Runs. Der Marylebone Cricket Club (MCC) bestritt 1963/64 drei Spiele in Uganda, eines in Tanganjika und sieben in Kenia. Eines der Spiele gegen die Ostafrikaner in Kampala gewann der MCC mit einem Innings und 71 Runs. 1966 trat Ostafrika der International Cricket Conference (ICC; heute International Cricket Council) als assoziiertes Mitglied bei. Im selben Jahr trat Sambia dem jährlichen interregionalen Turnier bei, das damit zu einem Viererturnier wurde. Im August 1967 gewannen die besuchenden Inder ein First-Class-Dreitagesspiel mit acht Wickets. Eine internationale Mannschaft von englischen First-Class-Spielern erzielte 1968 in einem Dreitagesspiel gegen Ostafrika in Nairobi ein Remis.
Im Juni und Juli 1972 besuchte Ostafrika England für 18 Spiele gegen Regionalauswahlen und erzielte einen Sieg gegen Nordwales. Keines dieser Spiele besaß First-Class-Status. 1973/74 besuchte der MCC erneut Ostafrika. Im Dezember 1973 absolvierte er zwei Spiele in Sambia, gefolgt von zwei weiteren in Tansania und danach vier in Kenia. Das einzige Spiel gegen eine komplette Mannschaft Ostafrikas, das First-Class-Status besaß, gewann der MCC mit 237 Runs.
Ostafrika wurde zum ersten Cricket World Cup 1975 eingeladen, als eine von zwei Nicht-Testnationen neben Sri Lanka. Kenia stellte die Hälfte der 14 Spieler der ostafrikanischen Mannschaft. Vor dem Turnier schien die Teilnahme jedoch fraglich, nachdem Tansania damit gedroht hatte, seinen Spielern die Reise nach England aus Protest gegen die Südafrikatour 1974 der Rugbymannschaft British and Irish Lions zu verbieten. Die Teilnahme Ostafrikas galt als wichtiger Schritt für dieses Turnier, da die Teilnahme einer afrikanischen Mannschaft diesem erst den Status einer Weltmeisterschaft verlieh. Die zwei besten Cricketländer Afrikas, Südafrika und Rhodesien, beriefen ihre Spieler aufgrund ihrer „Rasse“ und wurden als Teil des Sportboykotts gegen Südafrika ausgeschlossen, woraufhin Ostafrika als Vertreter Afrikas teilnahm. Nach Aufwärmspielen gegen Somerset, Wales, Glamorgan und mehrere andere County Clubs traf es in der Vorrunde auf England, Indien und Neuseeland, unterlag jedoch in allen Spielen. Nach dem Turnier absolvierten die Ostafrikaner ein First-Class-Match gegen Sri Lanka auf dem County Ground in Taunton.
1978 besuchte die Minor Counties Cricket Association für sieben Spiele Kenia, davon zwei gegen Ostafrika. Das erste Spiel mit 60 Over gewannen die Minor Counties mit acht Wickets. Ein geplantes Dreitagesspiel wurde abgesagt. Bei der ICC Trophy 1979 verpasste das Team die Qualifikation für den Cricket World Cup 1979 in England, als es sich in der Vorrunde nicht gegen Bermuda durchsetzen konnte.

### Nach der Eigenständigkeit
Nachdem es lange Zeit als der stärkste Teil der ostafrikanischen Mannschaft gegolten hatte, löste sich Kenia kurz nach einer Simbabwetour im Jahr 1981 von der Mannschaft und versuchte sich nun eigenständig im ICC zu etablieren. Während der Tour bestritt Kenia zwei dreitägige Matches gegen Simbabwe, die beide mit Niederlagen endeten. Danach standen die Qualifikationen zu den nächsten Weltmeisterschaften im Vordergrund. Bei der ICC Trophy 1982 wurde es in der Vorrundengruppe hinter Simbabwe, Papua-Neuguinea und Kanada Vierter und schied damit aus. Bei der Ausgabe 1986 belegten die Kenianer ebenfalls den vierten Platz in der Vorrunde. Besser verlief es bei der ICC Trophy 1990. Hier überstanden sie als Vorrundenzweiter in einer Vierergruppe die Vorrunde. In der Zwischenrunde belegte das Team ebenfalls den zweiten Platz hinter Simbabwe. Erst im Halbfinale, wo es mit fünf Wickets gegen die Niederlande verlor, endete für die Mannschaft das Turnier. Im September 1986 bestritt Kenia das erste First-Class-Match gegen Pakistan B.

### Erste Erfolge
Die ICC Trophy 1994 wurde im eigenen Land ausgetragen und anders als in den Vorjahren waren drei Plätze beim Cricket World Cup 1996 in Indien, Pakistan und Sri Lanka zu vergeben. Sowohl in der Vorrunde als auch in der Zwischenrunde belegte Kenia den ersten Platz der Gruppe und nach einem Sieg gegen Bermuda im Halbfinale verlor die Mannschaft im Finale mit zwei Wickets gegen die Vereinigten Arabischen Emirate, womit sie sich für das Turnier qualifizierte. Kenia spielte im August 1995 gegen Indien A und besuchte im September/Oktober desselben Jahres Südafrika. Beim Hauptturnier gelang ein überraschender Sieg gegen die West Indies, es verlor jedoch alle anderen Spiele gegen Australien, Indien, Sri Lanka und Simbabwe. So schied Kenia als Letzter der Vorrundengruppe aus. Als Konsequenz stufte das ICC die Mannschaft als einzige Nicht-Testnation mit ODI-Status ein, was ihr neue Spielgelegenheiten verschaffte. Zu dieser Zeit galt das Team weithin als kommende Testnation.
Im September/Oktober 1996 waren die Kenianer Gastgeber des Sameer Cups, an dem auch Pakistan, Südafrika und Sri Lanka teilnahmen. Im Dezember besuchten die Niederlande Kenia für vier First-Class-Matches, die Kenia alle gewann. Im März 1997 erreichte es das Viertelfinale des südafrikanischen Standard Bank Cups, unterlag gegen Natal im Kingsmead jedoch mit 104 Runs. Darauf folgte die ICC Trophy 1997 in Malaysia. Kenia erreichte das Finale, unterlag dort jedoch gegen Bangladesch mit zwei Wickets, was zur Qualifikation für den Cricket World Cup 1999 ausreichend war. Im Oktober desselben Jahres wurde in Nairobi der President’s Cup ausgetragen, an dem Bangladesch und Simbabwe teilnahmen.
Im Januar 1998 besuchte England A Kenia. Ein dreitägiges Match endete unentschieden und England A gewann das einzige ODI, das nicht aufgrund des Wetters ausfiel. Beim darauf folgenden Standard Bank Cup erreichte das Team das Finale, unterlag dort jedoch gegen Gauteng mit acht Wickets. Im Mai besuchte es für eine ODI-Tri-Series Indien, an der sich noch Bangladesch beteiligte. Im letzten Gruppenspiel gelang Kenia ein Überraschungssieg gegen Indien mit 69 Runs. Danach nahm Kenia am Cricketturnier der Commonwealth Games 1998 in Malaysia teil und traf in seiner Gruppe auf Neuseeland, Pakistan und Schottland. Es gelang jedoch nur ein Sieg gegen Schottland und das Team landete auf dem dritten Tabellenplatz.
Kenia bereitete sich mit einer Tri-Series in Bangladesch gegen den Gastgeber und Simbabwe auf den Cricket World Cup 1999 vor. Beim Hauptturnier traf es in der Gruppenphase auf England, Indien, Südafrika, Sri Lanka und Simbabwe. Nach Aufwärmspielen gegen Somerset, Gloucestershire und Glamorgan unterlag Kenia in allen Gruppenspielen deutlich. Nach dem Turnier war Kenia Gastgeber des LG Cup 1999/2000, an dem Indien, Südafrika sowie Simbabwe teilnahmen, verlor jedoch alle Spiele.
Das 21. Jahrhundert begann für Kenia mit einem Besuch in Simbabwe für das ICC Emerging Nations Tournament gegen Dänemark, Irland, die Niederlande, Schottland und Simbabwe A. Kenia gewann das Turnier und hielt diese Performance während der Indientour für sieben Spiele bei, von denen nur eines verloren ging. Im Juli besuchte Pakistan A Kenia für fünf ODIs und ein viertägiges First-Class-Match. Das viertägige Match endete unentschieden, woraufhin Kenia die ODI-Serie mit 4–1 gewann. Die ICC KnockOut 2000 wurde in Kenia ausgetragen, der Gastgeber verlor jedoch das Qualifikationsspiel gegen Indien.
Im Januar 2001 besuchte Sri Lanka A Kenia für zwei First-Class-Matches und vier ODIs. Beide First-Class-Matches endeten unentschieden, während Sri Lanka A zwei der ODIs gewann. Die West Indies besuchten im August für zwei First-Class-Matches und eine ODI-Serie von drei Spielen Kenia. Die West Indies gewannen das erste First-Class-Match, das zweite endete unentschieden und die Gäste entschieden auch die ODI-Serie für sich. Kenia beteiligte sich im Oktober an der Tri-Series in Südafrika, an der neben dem Gastgeber auch Indien teilnahm, und erzielte dabei den zweiten Sieg gegen Indien.
Am Ende des Jahres besuchte Simbabwe A Kenia und verlor die First-Class-Serie mit 0–1 und die ODI-Serie mit 2–3. Kenia besuchte im Frühjahr 2002 Sri Lanka für je drei First-Class-Matches und drei ODIs gegen Sri Lanka A. Sri Lanka A gewann alle First-Class-Matches, während Kenia die ODI-Serie mit 2–1 gewann. Der MCC besuchte kurz darauf Kenia für ein dreitägiges Match und sechs ODIs. Kenia gewann fünf der ODIs. Danach nahm Kenia an der ICC Six Nations Challenge in Windhoek, Namibia, teil und traf dort auf Kanada, Namibia, die Niederlande, Sri Lanka A und Simbabwe A. Kenia gewann das Turnier, nachdem es Sri Lanka A im Finale mit drei Wickets bezwungen hatte. Im August/September war Kenia Gastgeber einer ODI-Tri-Series, an der Australien und Pakistan teilnahmen, es verlor jedoch alle vier Spiele. Anschließend nahmen die Kenianer an der ICC Champions Trophy 2002 teil, wobei sie jedoch gegen die West Indies und Südafrika unterlagen und somit die folgende Runde verpassten.
Im November besuchte Namibia Kenia für vier ODIs, die der Gastgeber mit 2–1 für sich entschied. Zum Abschluss des Jahres besuchte Kenia Simbabwe für drei ODIs gegen Simbabwe A und eine ODI-Serie gegen die erste Auswahlmannschaft des Gastgebers. Simbabwe gewann die ODI-Serie nach einem unentschieden mit 2–0, während Simbabwe A seine Serie gegen Kenia mit 2–1 für sich entschied.

### Weltmeisterschaft 2003 und möglicher Teststatus
Für die Cricket-Weltmeisterschaft 2003 brauchte sich Kenia dank seines ODI-Status nicht zu qualifizieren. Das Turnier fand in Südafrika statt, zwei Vorrundenspiele wurden jedoch in Nairobi ausgetragen. Nachdem die Mannschaft gegen Südafrika deutlich verloren hatte gelang im zweiten Vorrundenspiel ein knapper Sieg gegen Kanada mit vier Wickets. Das dritte Spiel sollte in Nairobi gegen Neuseeland ausgetragen werden. Jedoch verweigerten die Gäste aus Sicherheitsgründen die Reise dorthin und Kenia gewann kampflos. Nach zwei weiteren Siegen gegen Sri Lanka und Bangladesch und einer Niederlage gegen die West Indies schloss Kenia die Vorrundengruppe als Dritter ab und qualifizierte sich so für die Super Six-Runde. Dort verlor es gegen Indien und Australien, während es sich gegen Simbabwe durchsetzen konnte. Kenia profitierte jedoch von den Vorrundensiegen gegen Neuseeland und Sri Lanka und qualifizierte sich so als Gruppendritter für das Halbfinale. Hier schied es dann erwartungsgemäß gegen Indien aus, indem man mit 91 Runs unterlag. Als Folge dieser Überraschung war Kenia wieder der Topkandidat auf einen Teststatus. Kenias Erfolg beim Cricket World Cup wurde mit einem Startplatz im Quadringular-Turnier im Sharjah Cricket Association Stadium belohnt, wo es auf Pakistan, Sri Lanka und Simbabwe traf, jedoch in allen Spielen unterlag.
Kenias Misserfolg bei dem Turnier ist ein mögliches Zeichen dafür, dass es versäumte, aus dem Erfolg bei der Weltmeisterschaft Kapital zu schlagen, obschon nicht alle Misserfolge auf dem Cricketfeld stattfanden. Im Gegensatz zu der großen Anzahl Matches gegen nationale A-Mannschaften und der Teilnahme am Carib Beer Cup 2003/04 in den West Indies, absolvierte Kenia in den drei Jahren nach dem Sharjah-Turnier nur zwei ODIs während der ICC Champions Trophy 2004 gegen Indien und Pakistan. Nach der Meinung mehrerer Beobachter hätte Kenia nach seinem Erfolg beim Cricket World Cup Teststatus erlangt haben müssen, nachdem es wohl bereits 2000 kurz davor gestanden war.

### Die Krise
Auch außerhalb des Spielfeldes stellten sich die ersten Misserfolge ein, als der Kapitän Maurice Odumbe 2004 wegen Spielbetrugs verurteilt wurde. Auch litt die Mannschaft unter zahlreichen Spielerstreiks, da der Verband KCA seinen finanziellen Verpflichtungen nicht nachkommen konnte. Um die Nicht-Testnationen an die Mehrtagesspiele heranzuführen, führte der ICC den ICC Intercontinental Cup ein. Bei der ersten Ausgabe 2004 verlor Kenias durch die Streiks geschwächte Mannschaft im Halbfinale gegen Schottland, im Folgejahr verlor das Team das Finale gegen Irland. Organisatorisch geriet der Verband zu dieser Zeit immer weiter in die Krise, da er die Vorgaben des ICC nicht erfüllen konnte. Auf dem Höhepunkt des Konfliktes befand sich der Verband ohne Sponsoren in internationaler Isolation.

### Erneuerung
Im Rahmen von Ermittlungen bezüglich Missmanagement löste die Regierung im Frühjahr 2005 den Verband zugunsten eines neuen, Cricket Kenya (englisch, CK; Swahili Shirikisho la Kriketi Kenya), auf und versuchte diesen zu etablieren. Der ICC drohte in der Folge Kenia den ODI-Status wieder abzuerkennen. Danach begann der Wiederaufbau des Crickets in Kenia. Nachdem die Spieler ihren Streik beendet hatten, erreichte die Mannschaft beim Intercontinental Cup 2005 das Halbfinale. Zur Vorbereitung auf das Halbfinale unternahm es eine Tour nach Simbabwe für zwei First-Class-Matches und ein ODI gegen Simbabwe A. Kenia gewann alle Spiele der Tour, und erzielte im Halbfinale des Intercontinental Cup ein Remis gegen Bermuda unterlag jedoch im Finale gegen Irland, trotz des Ergebnisses von 404/4 im ersten Innings.
Der Reformprozess war im vollen Gang und Kenia nahm das ODI-Cricket wieder auf. Die Rückkehr begann mit einer Serie von fünf Spielen gegen Simbabwe, in der es mit 2–2 unentschieden spielte. Darauf folgte eine ODI-Serie von vier Spielen gegen Bangladesch, Kenia verlor jedoch alle Spiele der Serie. Beim Intercontinental Cup 2007–08 legten die Kenianer einen schwachen Start hin mit einem Remis gegen die Niederlande und einer Niederlage gegen Kanada, erholte sich jedoch davon und erzielte zwei ODI-Siege gegen dieselbe Mannschaft im Toronto Cricket, Skating and Curling Club. Bangladesch besuchte im August Kenia und gewann alle drei ODIs, woraufhin Kenia beim Intercontinental Cup gegen Bermuda ein Remis erzielte und drei ODIs gegen denselben Gegner gewann.
Das Jahr 2007 begann die Mannschaft mit dem Gewinn des Tri-Nations-Turniers in Mombasa gegen Kanada und Schottland. Daraufhin war Kenia Gastgeber der Division One der ICC World Cricket League in drei Cricketstadien in Nairobi, an der auch Bermuda, Kanada, Irland, die Niederlande und Schottland teilnahmen. Kenia gewann das Turnier mit einem Finalsieg über Schottland. Darauf folgte der Cricket World Cup 2007 in den West Indies, Kenias vierte Teilnahme an einer Weltmeisterschaft. Kenia bezwang Kanada in der Gruppenphase, unterlag jedoch England und Neuseeland, sodass die Mannschaft die Super 8 verpasste. Gleiches folgte bei der World Twenty20 2007 in Südafrika, wo zwei sehr deutliche Niederlagen gegen Sri Lanka und Neuseeland das vorzeitige Aus bedeuteten. In den Folgejahren scheiterte Kenia jeweils in den Qualifikationen für dieses Turnier (2008: 4. Platz; 2010: Vorrundenaus; 2012: 9. Platz). Im Oktober 2007, zwischen Spielen während des Intercontinental Cups, empfing Kenia Kanada für zwei ODIs und danach Bermuda für drei. Kenia gewann alle fünf Spiele nach einem guten Bowling, was dem Team dabei half, eine relativ leichte Run-Jagd sicherzustellen, wenn es als Feldmannschaft begann.

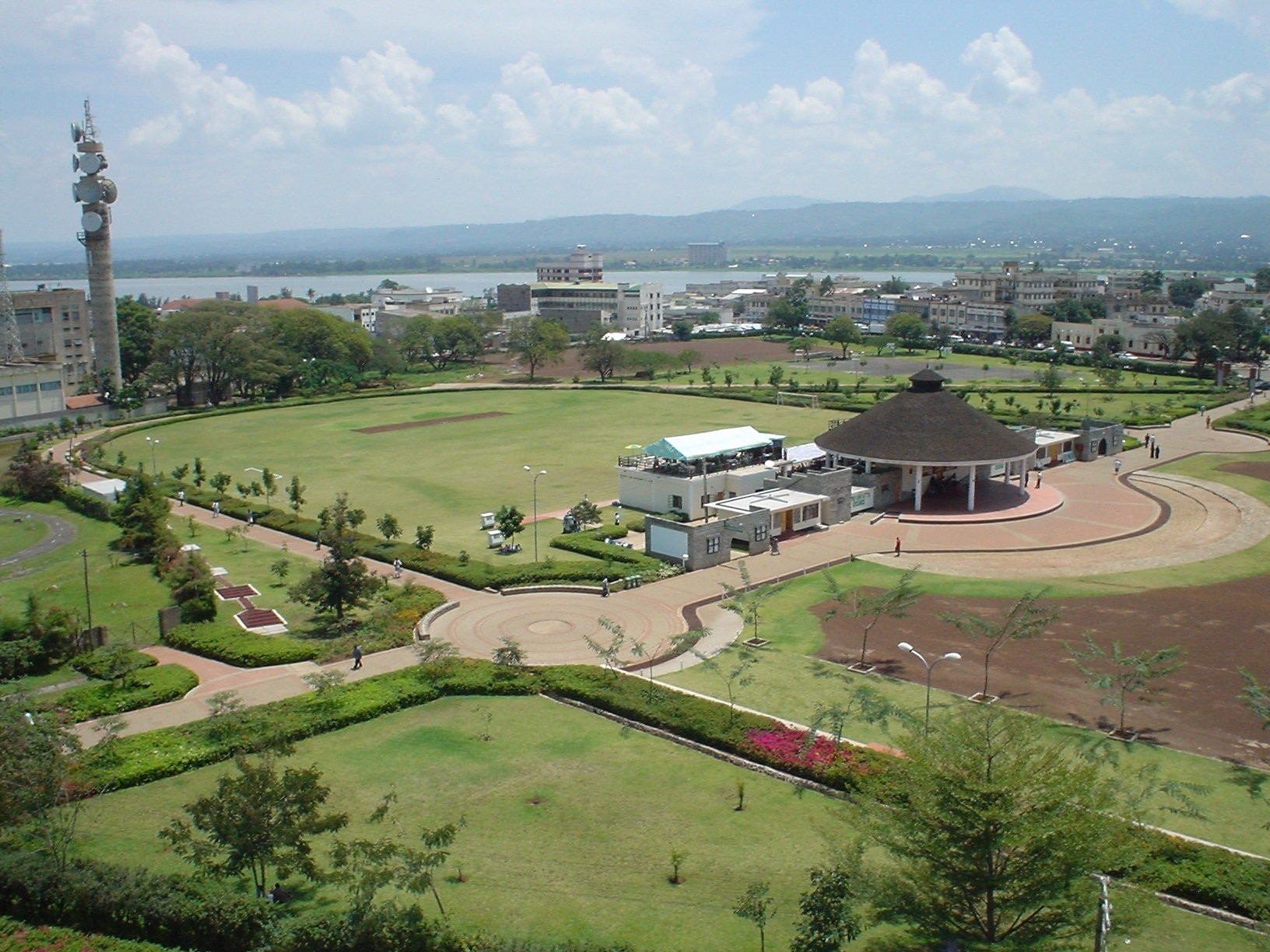
Der Jomo Kenyatta Sports Ground in Kisumu, 2008

Im August 2008, nach einer Unterbrechung von neun Monaten ohne ein ODI- oder T20I-Match, besuchte Kenia für verschiedene Serien Irland, Schottland und die Niederlande. Dies entwickelte sich jedoch zu einer enttäuschenden Tour, auf der Regen und schwaches kenianisches Batting die größten Sorgen waren. Kenia nahm in Belfast am Qualifier 2008 teil, dem Qualifikationsturnier der World Twenty20 2009 für assoziierte Mitglieder. Das Team galt vor dem Turnier als eines der Favoriten, es schloss nach einer Niederlage gegen die Niederlande und einem Sieg gegen Kanada die Gruppe auf dem zweiten Platz ab. Nach Niederlagen gegen Irland und Schottland in der K.o.-Phase beendete Kenia das Turnier jedoch auf dem vierten Platz, womit es die ICC World Twenty20 2009 verpasste. Danach beteiligte sich Kenia an drei ODI-Serien in Europa, was jedoch zu zwei ausgefallenen Spielen in Schottland, einer Niederlage in einem von Regen beeinflussten Spiel in den Niederlanden und einer Niederlage in Irland führte.
Im Oktober 2008 empfingen die Kenianer Irland und Simbabwe für die Associates Tri-Series in Nairobi, nach einer Niederlage gegen Irland und einem Sieg gegen Simbabwe fielen alle übrigen Spiele wegen Regens aus. Anschließend besuchte das Team Südafrika für zwei ODIs, unterlag in beiden jedoch deutlich. Ende Januar und Anfang Februar 2009 empfing Kenia Simbabwe für fünf ODIs und unterlag in allen Spielen. In der Zeit nach dem Cricket World Cup 2007 beteiligte sich eine kenianische Auswahlmannschaft, Kenia Select, am simbabwischen Logan Cup, blieb aber sieglos und unterlag Simbabwe A. Beim Intercontinental Cup 2009–2010, für den sich Kenia mit der Qualifikation für den Cricket World Cup 2011 qualifiziert hatte, landete es auf dem fünften Platz.
Im ersten Spiel des Cricket World Cup 2011 in Bangladesch, Indien und Sri Lanka erlitt Kenia eine deutliche Niederlage gegen Neuseeland mit zehn Wickets, nachdem es für 69 Runs ausgebowlt worden war und Neuseeland das Spiel innerhalb von acht Over für sich entschied, ohne ein Wicket zu verlieren. Im selben Jahr verlor Kenia eine ODI-Serie von zwei Spielen gegen die Niederlande im Sportspark Westvielt, Voorburg. In der Serie trat Kenias schwaches Batting zutage. Es erzielte lediglich 208/8 im ersten Spiel und im zweiten Spiel mit 184/8 noch weniger. Seren Waters und der Kapitän Collins Obuya waren die besten Batter: Waters erzielte 71 Runs im ersten Spiel und Obuya 54 Runs im zweiten Spiel.

### Reformen 2011

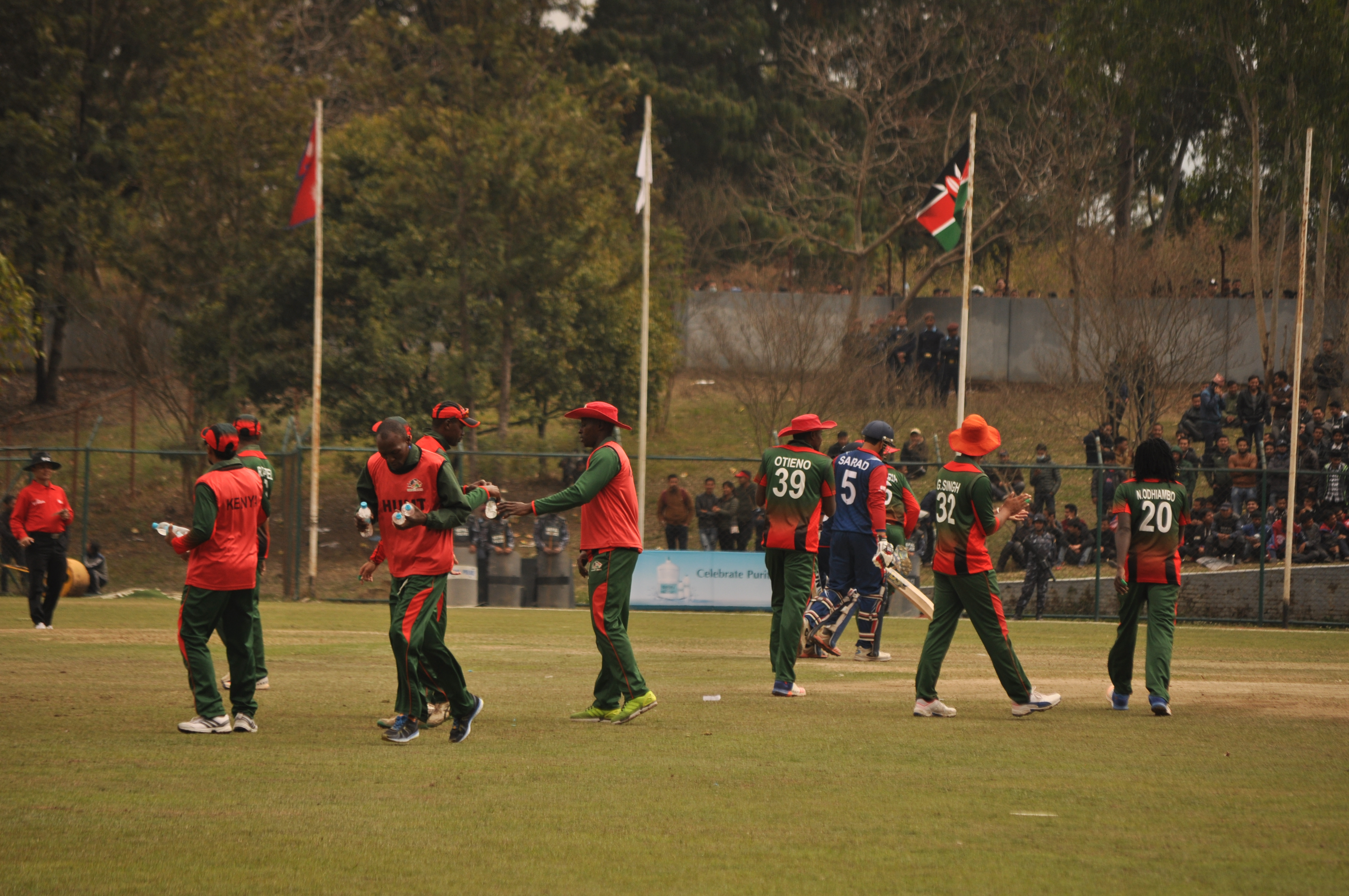
Cricketspiel zwischen Kenia und Nepal in Kathmandu am 13. März 2017

Für viele Jahre verfügte Kenia über die meisten Profispieler unter den assoziierten Mitgliedern. Erstmals nahm Cricket Kenya während des Cricket World Cup 2011 Kenntnis von der Unausgewogenheit innerhalb der Mannschaft zwischen Amateur- und Profispielern, nachdem Kenia ein enttäuschendes Turnier hingelegt und alle sechs Spiele verloren hatte. Nach dem Turnier kündigte Cricket Kenya an, dass es das Debakel bei dem Turnier untersuchen werde. Darauf folgte eine Reihe von Reformen seitens des Verbandes. Als Teil der Reformen ersetzte der Rat die frühere Sahara Elite League mit ostafrikanischen Turnieren. Während die East Africa Premier League ein T20-Turnier ist, ist der East Africa Cup ein ODI-Turnier. Die Ligen wurden vom Verband in der Hoffnung gegründet, dass sich dadurch neue Talente für die kenianische Nationalmannschaft finden lassen. Laut einem Cricinfo-Interview mit dem damaligen CEO des Verbandes, Tom Sears, erfuhren die ostafrikanischen Turniere innerhalb weniger Monate große Aufmerksamkeit und der Wettkampf der Mannschaften intensivierte sich.
Im Rahmen der Reformen entließ der Verband außerdem das alte Personal. Nach den Recherchen des Cricinfo-Journalisten Martin Williamson hatte sich der alte Rat nicht um die Performance der Mannschaft, sondern um persönliche Vorlieben gekümmert. Die neuen Verträge brachen mit der Vergangenheit und der neue Kapitän Collins Obuya war mit 29 der älteste Spieler. Erfahrene Spieler wie der frühere Kapitän Jimmy Kamande, Veteran mit fünf Weltmeisterschaftsteilnahmen, Thomas Odoyo und andere wurden nicht mehr in die Nationalmannschaft berufen. Erwartungsgemäß reagierten die entlassenen Spieler zügig und ihrer Meinung nach beschleunige dies den Tod des Cricket in Kenia. Dabei erhielten sie Unterstützung von den kenianischen Medien. Von den 20 Cricketspielern, die Verträge erhielten, wurden 13 zentrale Verträge angeboten. Als fünf Spieler die Verträge ablehnten, taten sich neue Schwierigkeiten für den Verband auf. Sears meinte daraufhin, dass man mit der Spielergruppe zufrieden sei, die sich gegenüber Cricket Kenya verpflichtet hatten, wobei man ebenso von den Spielern enttäuscht sei, die die Verträge abgelehnt hatten. Folglich wurden sie nicht in die Mannschaft, die beim Intercontinental Cup auf die Vereinigten Arabischen Emirate traf, berufen.
Cricket Kenya wählte für die Verträge verdiente, junge und talentierte Spielern aus. Die acht Spieler, die ihre Verträge zurückwiesen, wurden später dennoch für die Mannschaft berufen und sie baten darum, dass ihr Standpunkt angehört werde und trotz der neuen Chance, die der Verband ihnen anbot, kritisierten sie den Verband scharf. Während Obanda, Shem und James Ngoche, Odhiambo und Otieno vom Verband neue Angebote erhielten, schlossen Ouma, Luseno und Nelson eine dreimonatige leistungsabhängige Übereinkunft bis März 2012. Sobald sie gute Leistungen zeigten, könnten sie wieder in die Mannschaft aufgenommen werden. Unterdessen wurde der frühere Trainer Otagos Mike Hesson als neuer Nationaltrainer angestellt. Unmittelbar darauf kündigte Hesson in einem Interview mit der Zeitung Otago Daily Times an, dass er zum Nationaltrainer berufen sei, um den Konflikt zwischen den Spielern und den Verband zu lösen.

### Verpasste Turniere
Die Reformen brachten jedoch nicht den erwünschten Erfolg, da sich die kenianische Cricket-Nationalmannschaft seitdem für kein Turnier mehr qualifizieren konnte. Kenias letzte Teilnahme an einem Turnier des ICC erfolgte beim Intercontinental Cup 2011–2013, den es jedoch auf den unteren Rängen abschloss. Beim darauf folgenden Intercontinental Cup 2015–2017 war die Mannschaft nicht mehr dabei.
Nachdem Kenia beim Qualifier 2014 in der Super Six ausgeschied war – womit das Team im Januar 2014 seinen ODI-Status verlor, den es seit 1996 genossen hatte – verpasste es den Cricket World Cup 2015 in Australien und Neuseeland. Für Kenia begann die Qualifikation für den Cricket World Cup 2019 in England und Wales 2015 in der Division Two, die es auf dem dritten Platz abschloss und damit die Championship 2015–17 erreichte. Dort endete die Mannschaft auf dem fünften Platz und verpasste somit die Endrunde, für die sich nur die besten vier qualifizierten. Damit stieg Kenia wieder in die Division Two ab, die 2018 begann und Teil der Qualifikation für den Cricket World Cup 2023 in Indien war. In der Division Two verlor Kenia jedoch alle fünf Spiele und landete auf dem sechsten Platz, womit die Mannschaft weiter in die Division Three abstieg. Diese beendete Kenia auf dem vierten Platz und stieg weiter in die Challenge League 2019–2022 ab. Diese beendete Kenia auf dem vierten Platz und verblieb damit in der Cricket World Cup Challenge League 2023–2026 für den Cricket World Cup 2027. Aufgrund der schlechten Platzierung in der ODI-Rangliste und dem späteren Verlust des ODI-Status konnte Kenia seit 2006 nicht mehr an der Champions Trophy teilnehmen.
In der Qualifikation für die World Twenty lief es für Kenia nicht besser, nachdem es den Qualifier 2013 auf dem elften Platz abgeschlossen und die World Twenty20 2014 in Bangladesch verpasst hatte. Den Qualifier 2015 beendete Kenia auf dem neunten Platz und verpasste so die World Twenty20 2016 in Indien. Beim Qualifier 2019 landete Kenia wieder auf dem elften Platz und verpasste so den T20 World Cup 2021 in Oman und den Vereinigten Arabischen Emiraten. Während des Africa Qualifier in Ruanda unterlag Kenia in seinem letzten Spiel gegen Uganda und verpasste damit T20 World Cup 2022 in Australien. Seit 2019 verfügt Kenia wie alle Mitglieder des ICC über vollen T20I-Status. Die Afrika-Qualifikation in Namibia beendete Kenia nach jeweils drei Siegen und Niederlagen auf dem vierten Platz, womit es den T20 World Cup 2024 verpasste.

## Organisation
Cricket Kenya (englisch, CK; Swahili Shirikisho la Kriketi Kenya) wurde 2005 als Nachfolger der Kenya Cricket Association (KCA) gegründet und ist verantwortlich für die Organisation des Cricket in Kenia. Seitdem vertritt es Kenia beim Weltverband International Cricket Council (ICC) als Associate Member. Der kenianische Verband war außerdem im Jahr 1997 Gründungsmitglied des Kontinentalverbandes Africa Cricket Association (ACA).
Cricket Kenya stellt die Kenia vertretenen Cricket-Nationalmannschaften, einschließlich der für die Männer, Frauen und Jugend, zusammen. Der Verband ist außerdem verantwortlich für die Durchführung von T20I-Serien gegen andere Nationalmannschaften sowie die Organisation von Heimspielen und -turnieren. Neben der Aufstellung des Teams ist er verantwortlich für den Kartenverkauf, der Gewinnung von Sponsoren und der Vermarktung der Medienrechte.
Kinder und Jugendliche werden bereits in der Schule an den Cricketsport herangeführt und je nach Interesse und Talent beginnt dann die Ausbildung. Wie andere Cricketnationen verfügt Kenia über eine U-19-Nationalmannschaft, die an der entsprechenden Weltmeisterschaft teilnimmt.

## Trikots
Im ODI- und T20I-Cricket tragen Kenias Spieler grüne Trikots mit roten Ärmeln und einem roten Halsragen sowie grüne Hosen. Feldspieler tragen eine rote Baseball-Kappe oder einen roten Sonnenhut. Die Helme der Batter sind grün gehalten. Bei offiziellen ICC-Turnieren erscheint das Logo des Sponsors auf dem rechten Ärmel und die Aufschrift KENYA auf der Vorderseite des Trikots.
Der Spitzname der kenianischen Cricket-Nationalmannschaft ist Simbas, Swahili für „Löwe“. Das Logo von Cricket Kenya zeigt deshalb einen Löwen.

## Stadien
Kenia verfügt über kein offizielles Heimstadion für seine Nationalmannschaft, sondern bestreitet seine Heimspiele in verschiedenen Stadien Kenias. Die kenianische Mannschaft hat bisher auf heimischen Boden sechs Stadien für die Austragung von Heimspielen verwendet:
| Nr. | Stadion                     | Stadt   | Erstaustragung    |
| --- | --------------------------- | ------- | ----------------- |
| 1   | Nairobi Club Ground         | Nairobi | 1. Oktober 1996   |
| 2   | Aga Khan Sports Club Ground | Nairobi | 2. Oktober 1996   |
| 3   | Simba Union Ground          | Nairobi | 15. August 2001   |
| 4   | Mombasa Sports Club         | Mombasa | 11. November 2006 |
| 5   | Jaffery Sports Club Ground  | Nairobi | 29. Januar 2007   |
| 6   | Ruaraka Sports Club Ground  | Nairobi | 30. Januar 2007   |

## Spieler

### Spielerstatistiken
Insgesamt haben für Kenia 50 Spieler ODIs und 48 Spieler T20Is gespielt. Im Folgenden sind die Spieler aufgeführt, die für die kenianische Mannschaft die meisten Runs und Wickets erzielt haben.

#### Runs
| ODI                  | ODI                  | ODI                  | ODI                  | T20I                 | T20I                 | T20I                 | T20I                 |
| Spieler              | Zeitraum             | ODIs                 | Runs                 | Spieler              | Zeitraum             | T20Is                | Runs                 |
| -------------------- | -------------------- | -------------------- | -------------------- | -------------------- | -------------------- | -------------------- | -------------------- |
| Steve Tikolo         | 1996–2014            | 131                  | 3.369                | Collins Obuya        | 2007–heute           | 75                   | 1.742                |
| Thomas Odoyo         | 1996–2014            | 131                  | 2.366                | Irfan Karim          | 2013–2023            | 58                   | 1.227                |
| Collins Obuya        | 2001–2014            | 104                  | 2.044                | Rakep Patel          | 2008–heute           | 67                   | 1.220                |
| Kennedy Otieno       | 1996–2009            | 090                  | 2.016                | Alex Obanda          | 2007–2023            | 51                   | 0797                 |
| Ravi Shah            | 1998–2007            | 056                  | 1.506                | Rushab Patel         | 2019–2023            | 44                   | 0793                 |
| Stand: 21. Juni 2024 | Stand: 21. Juni 2024 | Stand: 21. Juni 2024 | Stand: 21. Juni 2024 | Stand: 21. Juni 2023 | Stand: 21. Juni 2023 | Stand: 21. Juni 2023 | Stand: 21. Juni 2023 |

#### Wickets
| ODI                  | ODI                  | ODI                  | ODI                  | T20I                 | T20I                 | T20I                 | T20I                 |
| Spieler              | Zeitraum             | ODIs                 | Wickets              | Spieler              | Zeitraum             | T20Is                | Wickets              |
| -------------------- | -------------------- | -------------------- | -------------------- | -------------------- | -------------------- | -------------------- | -------------------- |
| Thomas Odoyo         | 1996–2014            | 131                  | 141                  | Shem Ngoche          | 2010–heute           | 84                   | 99                   |
| Steve Tikolo         | 1996–2014            | 131                  | 093                  | Vraj Patel           | 2021–2023            | 38                   | 60                   |
| Peter Ongondo        | 1999–2011            | 078                  | 075                  | Lucas Oluoch         | 2013–heute           | 50                   | 50                   |
| Nehemiah Odhiambo    | 2006–2014            | 069                  | 070                  | Emmanuel Bundi       | 2019–heute           | 35                   | 34                   |
| Hiren Varaiya        | 2006–2014            | 063                  | 068                  | Peter Langat         | 2021–heute           | 26                   | 30                   |
| Stand: 21. Juni 2024 | Stand: 21. Juni 2024 | Stand: 21. Juni 2024 | Stand: 21. Juni 2024 | Stand: 21. Juni 2024 | Stand: 21. Juni 2024 | Stand: 21. Juni 2024 | Stand: 21. Juni 2024 |

### Mannschaftskapitäne
Bisher haben insgesamt acht Spieler als Kapitän für Kenia bei einem ODI fungiert und acht für ein T20I.
| ODI | ODI            | ODI       | T20I          | T20I       |
| Nr. | Name           | Zeitraum  | Name          | Zeitraum   |
| --- | -------------- | --------- | ------------- | ---------- |
| 1   | Maurice Odumbe | 1996–2001 | Steve Tikolo  | 2007–2008  |
| 2   | Aasif Karim    | 1997–1999 | Thomas Odoyo  | 2007       |
| 3   | Steve Tikolo   | 2001–2011 | Morris Ouma   | 2010       |
| 4   | Thomas Odoyo   | 2002–2006 | Collins Obuya | 2012–2013  |
| 5   | Morris Ouma    | 2009–2010 | Shem Ngoche   | 2019–2022  |
| 6   | Jimmy Kamande  | 2010–2011 | Sachin Bhudia | 2022       |
| 7   | Collins Obuya  | 2011–2013 | Lucas Oluoch  | 2023–heute |
| 8   | Rakep Patel    | 2014      | Rakep Patel   | 2023–heute |

## Bilanz
Die Mannschaft hat die folgenden Bilanzen gegen die Vollmitglieder des ICC im ODI- und T20I-Cricket (Stand: 21. Juni 2024).
| Gegner      | ODIs | ODIs | ODIs | ODIs | ODIs | T20Is | T20Is | T20Is | T20Is | T20Is |
| Gegner      | Sp.  | S    | U    | N    | NR   | Sp.   | S     | U     | N     | NR    |
| ----------- | ---- | ---- | ---- | ---- | ---- | ----- | ----- | ----- | ----- | ----- |
| Afghanistan | 6    | 2    | 0    | 4    | 0    | 3     | 1     | 0     | 2     | 0     |
| Australien  | 5    | 0    | 0    | 5    | 0    | 0     | 0     | 0     | 0     | 0     |
| Bangladesch | 14   | 6    | 0    | 8    | 0    | 1     | 0     | 0     | 1     | 0     |
| England     | 2    | 0    | 0    | 2    | 0    | 0     | 0     | 0     | 0     | 0     |
| Indien      | 13   | 2    | 0    | 11   | 0    | 0     | 0     | 0     | 0     | 0     |
| Irland      | 10   | 2    | 0    | 7    | 1    | 5     | 0     | 0     | 5     | 0     |
| Neuseeland  | 2    | 0    | 0    | 2    | 0    | 1     | 0     | 0     | 1     | 0     |
| Pakistan    | 6    | 0    | 0    | 6    | 0    | 1     | 0     | 0     | 1     | 0     |
| Simbabwe    | 32   | 5    | 0    | 25   | 2    | 1     | 0     | 0     | 1     | 0     |
| Sri Lanka   | 6    | 1    | 0    | 5    | 0    | 1     | 0     | 0     | 1     | 0     |
| Südafrika   | 10   | 0    | 0    | 10   | 0    | 0     | 0     | 0     | 0     | 0     |
| West Indies | 6    | 1    | 0    | 5    | 0    | 0     | 0     | 0     | 0     | 0     |

## Internationale Turniere

### Cricket World Cup
- 1975–1979: Bestandteil von  Ostafrika
- 1983: nicht qualifiziert (Qualifikation)
- 1987: nicht qualifiziert (Qualifikation)
- 1992: nicht qualifiziert (Qualifikation)
- 1996: Vorrunde (Qualifikation)
- 1999: Vorrunde (Qualifikation)
- 2003: Halbfinale (Qualifikation)
- 2007: Vorrunde (Qualifikation)
- 2011: Vorrunde (Qualifikation)
- 2015: nicht qualifiziert (Qualifikation)
- 2019: nicht qualifiziert (Qualifikation)
- 2023: nicht qualifiziert (Qualifikation)
- 2027: laufende Qualifikation
- 2031: noch ausstehend

### Champions Trophy
- 1998: nicht qualifiziert
- 2000: Qualifikation
- 2002: Vorrunde
- 2004: Vorrunde
- 2006: nicht qualifiziert
- 2009: nicht qualifiziert
- 2013: nicht qualifiziert
- 2017: nicht qualifiziert
- 2025: nicht qualifiziert
- 2029: noch ausstehend

### T20 World Cup
- 2007: Vorrunde
- 2009: nicht qualifiziert (Qualifikation)
- 2010: nicht qualifiziert (Qualifikation)
- 2012: nicht qualifiziert (Qualifikation)
- 2014: nicht qualifiziert (Qualifikation)
- 2016: nicht qualifiziert (Qualifikation)
- 2021: nicht qualifiziert (Qualifikation)
- 2022: nicht qualifiziert (Qualifikation)
- 2024: nicht qualifiziert (Qualifikation)
- 2026: noch ausstehend
- 2028: noch ausstehend
- 2030: noch ausstehend

### ICC Intercontinental Cup
- 2004: Halbfinale
- 2005: 2. Platz
- 2006: Vorrunde
- 2007–08: 3. Platz
- 2009–10: 5. Platz
- 2011–13: 7. Platz
- 2015–17: nicht teilgenommen